# Parábola de la casa edificada sobre roca

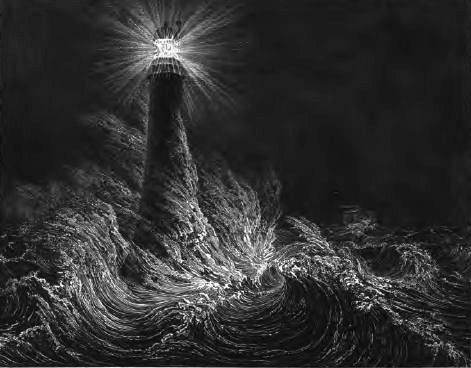
Esta parábola compara la construcción de la propia vida sobre las enseñanzas y el ejemplo de Jesús con un edificio resistente a las inundaciones cimentado sobre roca sólida.

La casa edificada sobre roca es una parábola de Jesús citada en los Evangelios de san Mateo y de san Lucas donde pone en valor las virtudes teologales.

## Texto bíblico

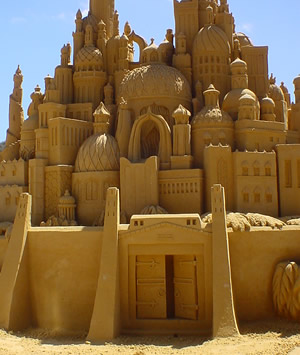
Un castillo de arena es efímero, al contrario de la fe que se espera eterna

- Según  Mateo 7; 24-27

24»Por lo tanto, todo el que oye estas palabras mías y las pone en práctica, es como un hombre prudente que edificó su casa sobre roca; 25y cayó la lluvia y llegaron las riadas y soplaron los vientos: irrumpieron contra aquella casa, pero no se cayó porque estaba cimentada sobre roca. 26»Pero todo el que oye estas palabras mías y no las pone en práctica es como un hombre necio que edificó su casa sobre arena; 27y cayó la lluvia y llegaron las riadas y soplaron los vientos: se precipitaron contra aquella casa, y se derrumbó y fue tremenda su ruina.

- Según  Lucas 6; 46-49

¿Por qué me llamáis: «Señor, Señor», y no hacéis lo que digo? Todo el que viene a mí y oye mis palabras y las pone en práctica, os diré a quién se parece. Se parece a un hombre que, al edificar una casa, cavó muy hondo y puso los cimientos sobre la roca. Al venir una inundación, el río rompió contra aquella casa, y no pudo derribarla porque estaba bien edificada. El que oye y no pone en práctica se parece a un hombre que edificó su casa sobre la tierra sin cimientos; rompió contra ella el río y enseguida se derrumbó, y fue tremenda la ruina de aquella casa.

## Interpretación de la Iglesia católica
Jesús recuerda que la perseverancia se edifica con las buenas obras, no sólo con las palabras o los buenos deseos: «¿Cuál es el testigo más fidedigno sino el que confiesa a Jesucristo venido en carne, y guarda los preceptos evangélicos? Porque el que escucha pero no pone por obra niega a Cristo; aunque lo confiese de palabra, lo niega con sus obras. (…) El verdadero testigo es el que con sus obras sale fiador de los preceptos del Señor Jesús».
Para el doctor de la Iglesia san Juan Crisóstomo, la roca es el símbolo de las virtudes que dirigen al hombre justo. Su vida, su alma son su casa. Y no ceden a ninguna prueba nefasta de la vida: los daños, las calumnias, los fracasos de la vida. Estas pruebas estas en la parábola: la lluvia, los torrentes, los vientos. El arzobispo da el ejemplo de los apóstoles que han resistido de forma similar a los peñascos en medio de un mar encrespado, y permanecieron firmes y fueron victoriosos contra el mal , y de los perseguidores. Recuerda también que no sólo se tienen que hacer discursos supuestamente santos, sino ponerlos en práctica con el fin de seguir los preceptos recomendados por el Hijo del Señor.
En medios protestantes, la roca es el mismo Jesucristo, la puesta en práctica de su enseñanza, que se puede encontrar, entre otros en el sermón de la montaña, es el fundamento de una vida correcta y justa a los ojos de Dios.

## Otras interpretaciones
Esta parábola hace hincapié en la necesidad de poner en práctica las enseñanzas de Jesús, y habla de "dos tipos de personas cuyos corazones se revelan en sus acciones".
La versión de Mateo de la parábola tiene una "estructura narrativa más compleja"  que la de Lucas, mencionando la lluvia y los vientos así como las inundaciones. Estas fuerzas suelen interpretarse éticamente, como pruebas de la vida que pueden ser resistidas por una vida fundada en la doctrina cristiana, pero también pueden interpretarse escatológicamente.
La interpretación habitual se remonta a Juan Crisóstomo (c. 347-407), que escribió en su Homilía 24 sobre Mateo:

Por "lluvia" aquí, e "inundaciones", y "vientos", Él está expresando metafóricamente las calamidades y aflicciones que acontecen a los hombres; tales como falsas acusaciones, complots, duelos, muertes, pérdida de amigos, vejaciones de extraños, todos los males de nuestra vida que cualquiera podría mencionar. "Pero a ninguno de éstos", dice Él, "cede un alma así; y la causa es que está fundada en la roca". Él llama roca a la firmeza de Su doctrina; porque en verdad Sus mandamientos son más fuertes que cualquier roca, y lo ponen a uno por encima de todas las olas de los asuntos humanos. Porque el que guarda estas cosas estrictamente, no tendrá ventaja de los hombres sólo cuando le vejan, sino aun de los mismos demonios que conspiran contra él. Y para que no sea vana vanagloria hablar así, Job es nuestro testigo, que recibió todos los asaltos del diablo, y se mantuvo inconmovible; y también los apóstoles son nuestros testigos, pues cuando las olas del mundo entero batían contra ellos, cuando tanto naciones como príncipes, tanto propios como extraños, tanto los espíritus malignos, como el diablo, y todo motor se ponía en movimiento, ellos se mantuvieron más firmes que una roca, y lo dispersaron todo. 
Cornelio a Lapide da una interpretación similar, escribiendo: "La lluvia, el viento y los ríos son todas las tentaciones y adversidades cualesquiera, ya vengan del mundo, de la carne o del diablo. También significan la condenación que Cristo pronunciará sobre los impíos en el Día del Juicio. Porque esto se expresa a menudo en las Escrituras con las palabras tormenta y Tempestad, como en Isaías 28:2: "He aquí que el Señor tiene un poderoso y fuerte, que como tempestad de granizo y tempestad destructora, como inundación de aguas impetuosas que se desbordan, derribará a la tierra con la mano." 

## Himnos
Esta parábola ha constituido el tema de muchos himnos, como "Built on the Rock" (N. F. S. Grundtvig, 1837) y "My Hope Is Built on Nothing Less" (Mi esperanza se basa en nada menos) (Edward Mote, c. 1834), que comienza:
Mi esperanza se basa en nada menos

Que la sangre y la justicia de Jesús.

No me atrevo a confiar en el marco más dulce,

pero confío plenamente en el nombre de Jesús.

En Cristo la Roca sólida estoy,

Todo otro suelo es arena que se hunde;

Todo otro suelo es arena que se hunde.